# 內湖庄役場會議室
25°04′54″N 121°35′23″E / 25.081671°N 121.589615°E

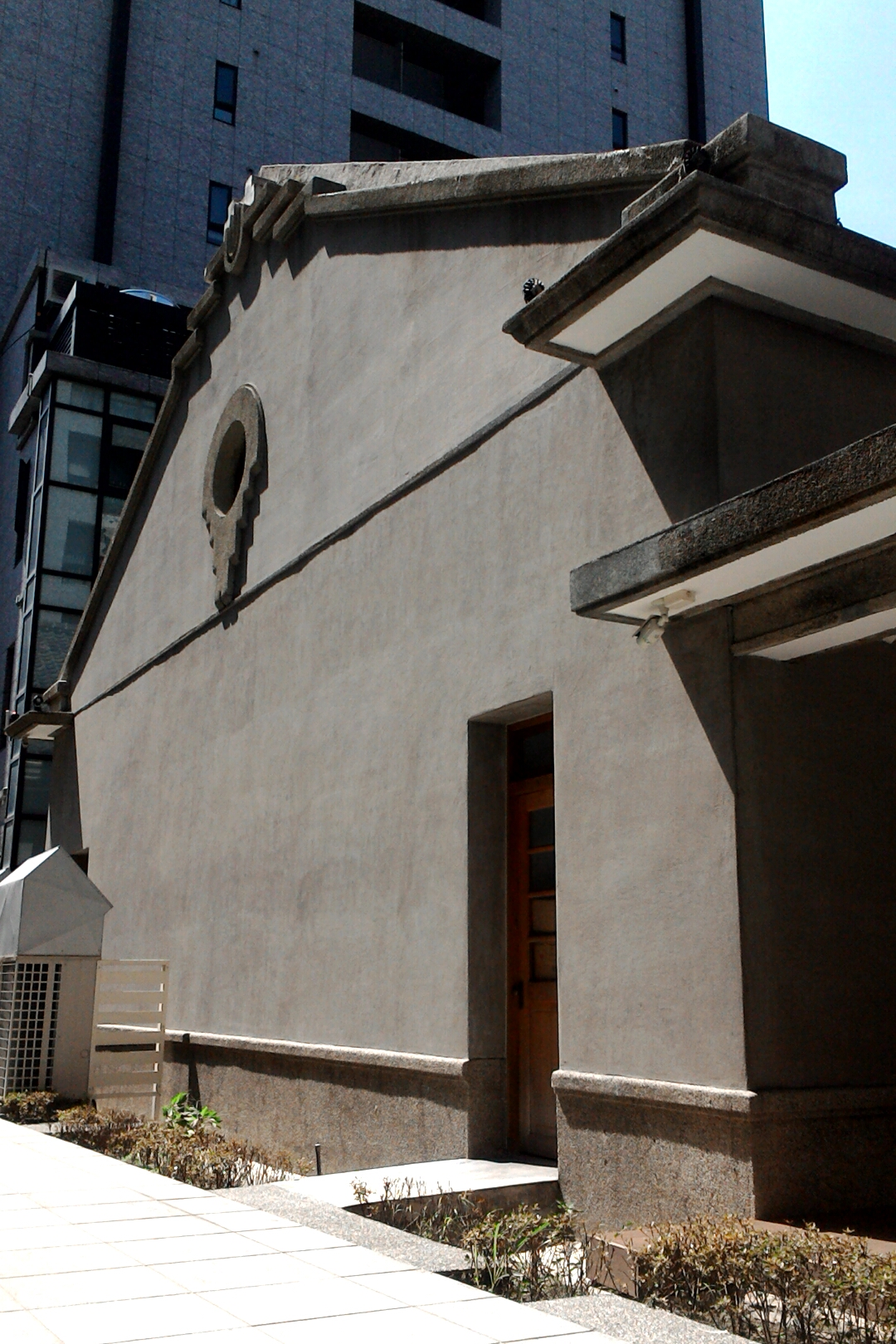
背側

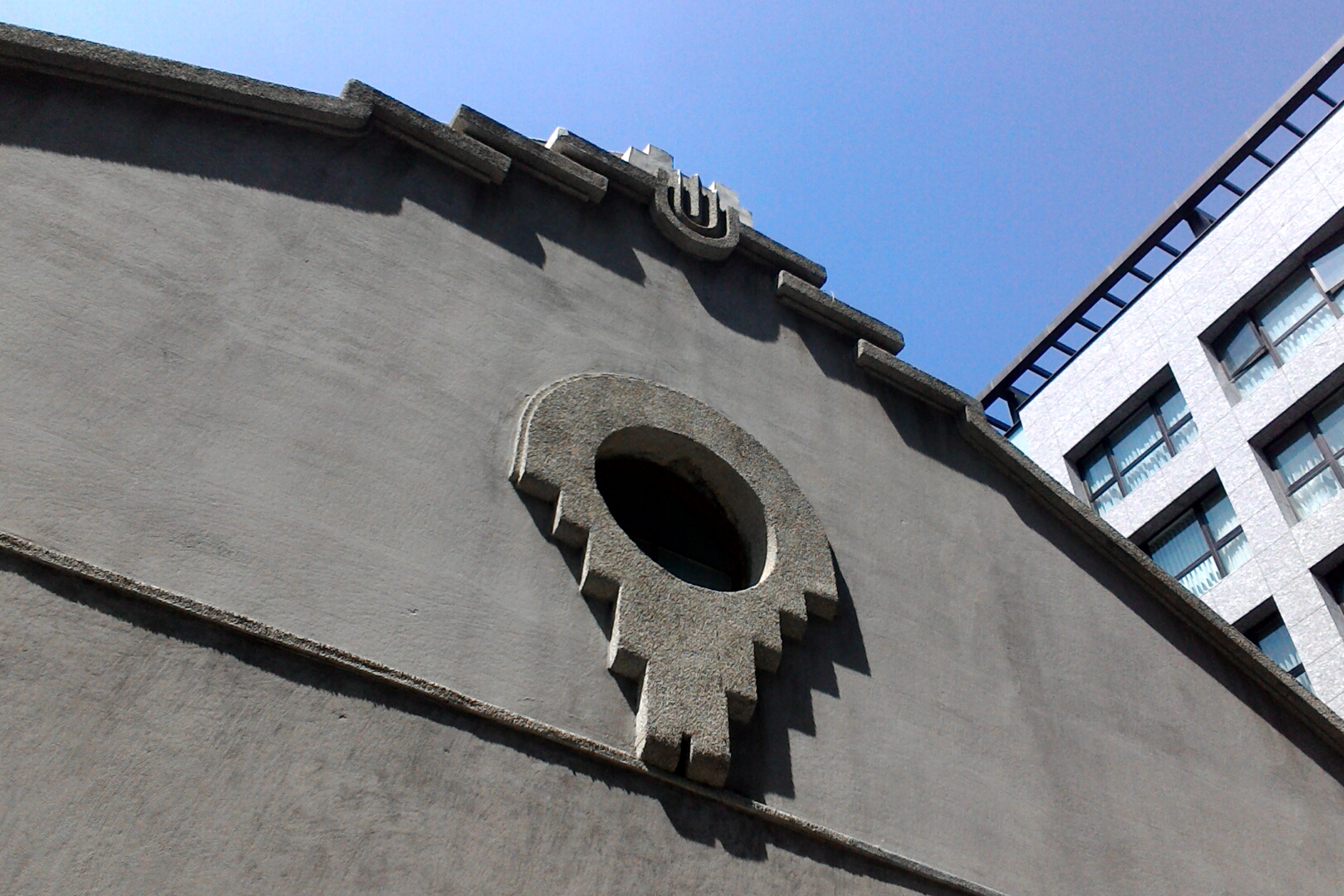
背側牛眼窗

內湖庄役場會議室（內湖公民會館）位於中華民國臺北市內湖區，1930年竣工，1999年6月29日經指定為直轄市定古蹟，是臺灣日治時期少數留存至今的庄役場建築物。

## 歷史

### 內湖庄源流
清末，內湖庄屬淡水廳。1895年，臺灣進入日治時期。1898年，內湖庄屬臺北縣士林辨務署管轄，1899年10月，編制臺北縣水返腳（今汐止區）辨務署。1901年，地方官制改正，並實施警察統治權，廢止原辨務署而另設「支廳」，指派警部廳長管理，直轄於臺北廳。1920年7月廢「廳區」制，更改地方制度為「州、郡、市、街、庄」制，並為法人，此時隸屬臺北州七星郡。10月，將內湖、南港兩區併為「內湖庄」。

### 役場沿革
「役場」即今「公所」之意。1916年2月23日，臺灣總督府臺北廳廳長加福豐次主持內湖庄地方役場落成（位於今內湖派出所），此為「第一代」庄役場辦公廳舍。1930年，內湖庄役場會議室竣工。
1937年12月6日，「第二代」廳舍啟用（位於今湖濱里辦公處，已拆毀），與庄役場會議室相鄰。此時，內湖庄境內交通是以第二代內湖庄役場為中心，向外擴張為放射狀路網，依此規劃可見此區在當時即為行政樞紐地帶。

### 會議室設置
內湖庄役場會議室於1930年竣工。1945年，國民政府遷臺，臺北縣政府將會議室易名為「內湖鄉中山堂」，成為地方慶祝與活動之場所。1968年，內湖改隸台北市，中山堂再更名為「內湖區公所禮堂」。1983年，內湖區公所遷移，原禮堂則改稱「內湖區民活動中心」至今。

## 建築特色
建築本體為加強磚造，外貼馬賽克與陶土面磚，並以洗石子裝飾。平面配置為長方形，原設三向入口。正立面山牆由下往上水平遞減，有仿牛眼窗三孔，窗邊布滿直條狀裝飾，搭配勳章圖案，另雨庇、柱腳造型亦細緻優美。由此特色可知為1930年代盛行之「藝術裝飾式樣」（Art Deco）建築。室內面積67坪，約可容納200人，建築內部採用大跨距屋架，提供寬敞空間。

## 現況
內湖庄役場會議室已指定為直轄市定古蹟，現已活化利用為內湖公民會館與戶外開放空間。然基地兩側新建之住宅大廈遮蔽，致使古蹟不易察覺。